# Raión de Polonne
Raión de Polonne (en ucraniano: Полонський район) es un antiguo raión o distrito de Ucrania en el óblast de Jmelnitski. 
Comprende una superficie de 866 km².
La capital fue la ciudad de Polonne.

## Demografía
Según estimación de 2010 contaba con una población total de 47 230 habitantes.

## Otros datos
El código KOATUU fue 6823600000. El código postal 30500 y el prefijo telefónico +380 3843.